# Poldi Sangora

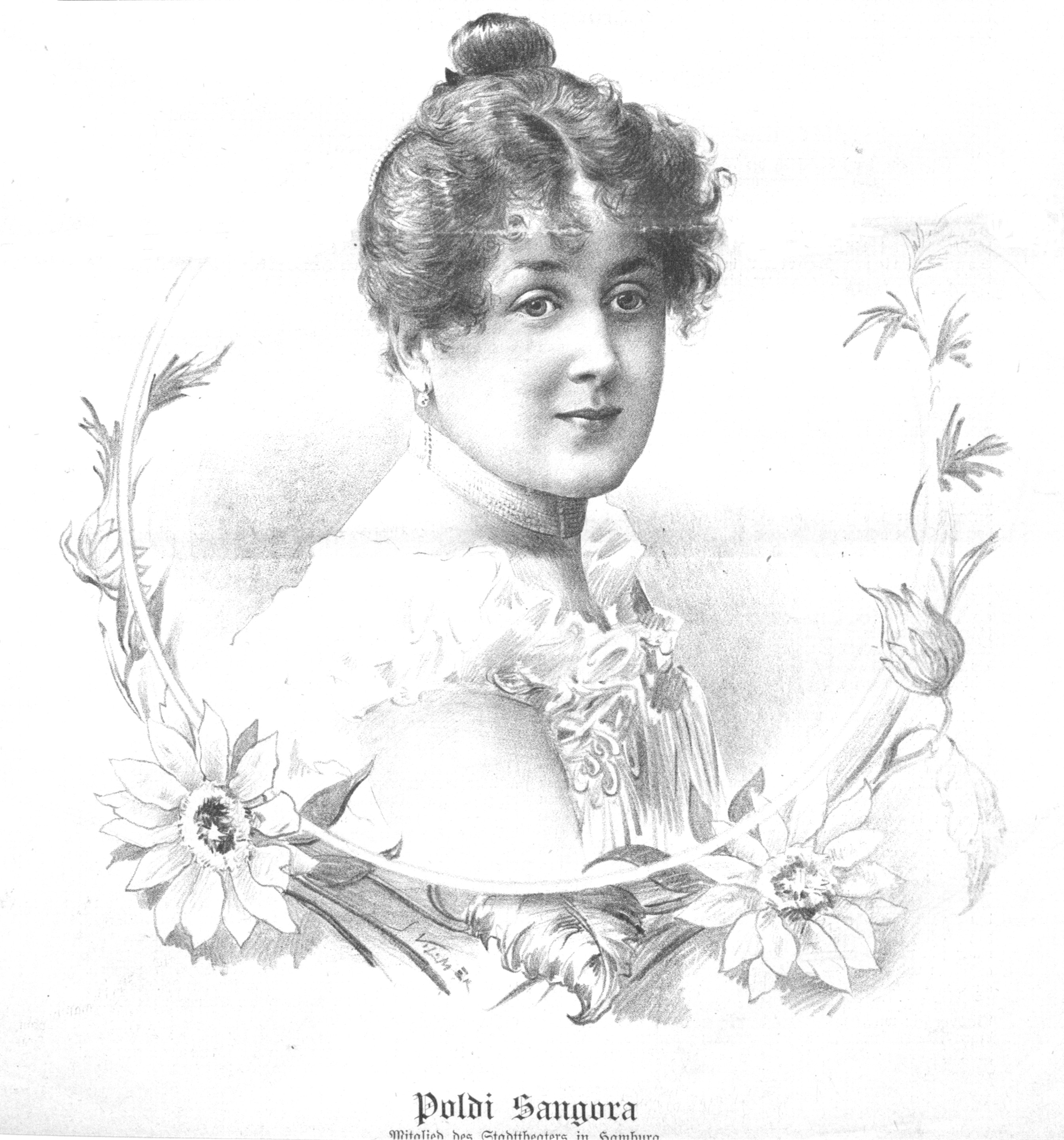
Jan Vilímek: Poldi Sangora, 1900

Poldi Sangora (auch Leopoldine Sangora; * 15. November 1875 als Leopoldine Josefa Schrom in Hernals; † 8. Februar 1963 in New York City) war eine österreichisch-deutsche Theater- und Filmschauspielerin.

## Leben und Wirken
Die Tochter des Bäckers Josef Schrom und seiner Frau Antonia, geb. Koncinsky, nahm dramatischen Unterricht bei Louisabeth Röckel. Bereits mit 15 Jahren begann sie am Berliner Theater ihre Bühnenlaufbahn, wo sie allerdings keine bedeutenden Rollen zu spielen bekam (eine der größten war die Emmy in Franz von Schönthans und Gustav Kadelburgs Lustspiel Die Goldfische). Nach einjähriger Tätigkeit daselbst kam sie nach Potsdam und 1892 ans Deutsche Stadttheater Riga, wo sie als Susanne in Édouard Paillerons Lustspiel Die Welt, in der man sich langweilt debütierte. 1894 ging die junge Künstlerin ans Stadttheater Leipzig (Antrittsrolle: Käthchen von Heilbronn), 1896 ans Wiener Carltheater (u. a. Claudinet in Pierre Decourcelles Die beiden Vagabunden, Hermine Samuel in Theodor Herzls Das neue Ghetto) und 1897 ans Stadttheater Hamburg (Antrittsrolle: Adelheid in Der Biberpelz), von wo sie 1901 ein Engagement an das Frankfurter Schauspielhaus annahm. Diesem hielt sie zehn Jahre die Treue, ehe sie an das soeben gegründete Neue Theater wechselte. Frankfurt am Main blieb noch bis nach dem Ersten Weltkrieg Poldi Sangoras hauptsächliche Wirkungsstätte. 1920 heiratete sie in München ihren Kollegen Franz Wilhelm Schröder, der von da an als F. W. Schröder-Schrom firmierte. In der zweiten Hälfte der 1920er-Jahre war sie am Schauspielhaus Stuttgart engagiert und wirkte gelegentlich als Sprecherin in Rundfunksendungen mit.
1919 war Poldi Sangora erstmals auch an einem Stummfilm beteiligt. Bis 1934 sind noch drei weitere Filmauftritte dokumentiert (jeweils an der Seite ihres Gatten), zuletzt in Fritz Wendhausens Peer-Gynt-Adaption als Solveigs Mutter. Anschließend zog sich die nun in Berlin ansässige Schauspielerin ins Privatleben zurück. Nach dem Tod ihres Mannes wanderte Poldi Sangora 81-jährig zu ihrem Neffen Richard Erdoes und dessen Familie nach New York City aus, wo sie die restlichen sechs Jahre ihres Lebens verbringen sollte. Sie starb 1963 in Manhattan.

## Filmografie
- 1919: Marodeure der Revolution
- 1921: Die Frau von morgen
- 1933: Glück im Schloß
- 1934: Peer Gynt